# Cerocoma prevezaensis
Cerocoma prevezaensis es una especie de coleóptero de la familia Meloidae.

## Distribución geográfica
Habita en Grecia.